# New Weston
New Weston és una població dels Estats Units a l'estat d'Ohio. Segons el cens del 2000 tenia 135 habitants.

## Demografia
Segons el cens del 2000, New Weston tenia 135 habitants, 48 habitatges, i 33 famílies. La densitat de població era de 200,5 habitants/km².
Dels 48 habitatges en un 35,4% hi vivien nens de menys de 18 anys, en un 56,3% hi vivien parelles casades, en un 6,3% dones solteres, i en un 31,3% no eren unitats familiars. En el 29,2% dels habitatges hi vivien persones soles el 8,3% de les quals corresponia a persones de 65 anys o més que vivien soles. El nombre mitjà de persones vivint en cada habitatge era de 2,81 i el nombre mitjà de persones que vivien en cada família era de 3,27.
Per edats la població es repartia de la següent manera: un 31,9% tenia menys de 18 anys, un 9,6% entre 18 i 24, un 28,9% entre 25 i 44, un 20% de 45 a 60 i un 9,6% 65 anys o més.
L'edat mediana era de 30 anys. Per cada 100 dones de 18 o més anys hi havia 109,1 homes.
La renda mediana per habitatge era de 38.333 $ i la renda mediana per família de 39.375 $. Els homes tenien una renda mediana de 30.313 $ mentre que les dones 19.375 $. La renda per capita de la població era de 13.270 $. Aproximadament el 8,1% de les famílies i el 12,6% de la població estaven per davall del llindar de pobresa.

## Poblacions més properes
El següent diagrama mostra les poblacions més properes.